# Honduras ai Giochi della XXVIII Olimpiade
L'Honduras partecipò ai Giochi della XXVIII Olimpiade, svoltisi ad Atene, Grecia, dal 13 al 29 agosto 2004, con una delegazione di 5 atleti impegnati in quattro discipline.

## Risultati

### Atletica leggera
| Q | Qualificato al turno successivo per la Classifica in qualificazione                                                          |
| q | Qualificato per il turno successivo per ripescaggio o, negli eventi su campo, conquistando la misura minima per qualificarsi |

Maschile
Eventi su pista e strada
| Atleta      | Evento      | Batteria  | Batteria   | Semifinale      | Semifinale      | Finale          | Finale          |
| Atleta      | Evento      | Risultato | Classifica | Risultato       | Classifica      | Risultato       | Classifica      |
| ----------- | ----------- | --------- | ---------- | --------------- | --------------- | --------------- | --------------- |
| Jonnie Lowe | 400 m piani | 48"06     | 7º         | non qualificato | non qualificato | non qualificato | non qualificato |

### Judo
Maschile
| Atleta            | Evento  | 16-esimi                        | Ottavi               | Quarti               | Semifinali           | Ripescaggio          | Finale / FB          | Pos.            |
| Atleta            | Evento  | Avversario Punteggio            | Avversario Punteggio | Avversario Punteggio | Avversario Punteggio | Avversario Punteggio | Avversario Punteggio | Pos.            |
| ----------------- | ------- | ------------------------------- | -------------------- | -------------------- | -------------------- | -------------------- | -------------------- | --------------- |
| Luis Alonso Morán | +100 kg | van der Geest (NED) P 0000–1000 | non qualificato      | non qualificato      | non qualificato      | non qualificato      | non qualificato      | non qualificato |

### Nuoto
Maschile
| Atleta       | Evento         | Batteria  | Batteria   | Semifinale      | Semifinale      | Finale          | Finale          |
| Atleta       | Evento         | Risultato | Classifica | Risultato       | Classifica      | Risultato       | Classifica      |
| ------------ | -------------- | --------- | ---------- | --------------- | --------------- | --------------- | --------------- |
| Roy Barahona | 200 m farfalla | 2'05"99   | 34º        | non qualificato | non qualificato | non qualificato | non qualificato |

Femminile
| Atleta      | Evento      | Batteria  | Batteria   | Semifinale      | Semifinale      | Finale          | Finale          |
| Atleta      | Evento      | Risultato | Classifica | Risultato       | Classifica      | Risultato       | Classifica      |
| ----------- | ----------- | --------- | ---------- | --------------- | --------------- | --------------- | --------------- |
| Ana Galindo | 100 m dorso | 1'11"80   | 40ª        | non qualificata | non qualificata | non qualificata | non qualificata |

### Tennistavolo
Femminile
| Atleta        | Evento            | 1º turno             | 2º turno             | 3º turno             | 4º turno             | Quarti di finale     | Semifinali           | Finale / FB          | Finale / FB     |
| Atleta        | Evento            | Avversaria Risultato | Avversaria Risultato | Avversaria Risultato | Avversaria Risultato | Avversaria Risultato | Avversaria Risultato | Avversaria Risultato | Pos.            |
| ------------- | ----------------- | -------------------- | -------------------- | -------------------- | -------------------- | -------------------- | -------------------- | -------------------- | --------------- |
| Iízzwa Medina | Singolo femminile | Shaban (JOR) P 3–4   | non qualificata      | non qualificata      | non qualificata      | non qualificata      | non qualificata      | non qualificata      | non qualificata |